# Bandera de La Gomera
La bandera de La Gomera, està formada per tres franges verticals, sent blanca la del mig i amb l'amplada del doble de les altres dues que són de color vermell. A l'angle superior esquerra porta un "gánigo" (atuell de fang típic de la cultura canària) de color marró sobre la sil·lueta de l'iila en blanc i una vela quadrada amb una creu patent verda. Al centre de la franja blanca també hi porta l'escut heràldic de La Gomera.
La bandera no és oficial, a diferència de l'escut que si que es va aprovar oficialment el 2 d'agost de 1999.
El "gánigo" simbolitza l'herència de la cultura aborigen de l'illa, mentre que la vela i la creu representen les caravel·les comandades per Cristòfor Colom que varen fer escala a l'illa en el viatge cap a les Índies Occidentals. A La Gomera se la coneix també amb el sobrenom de "l'illa colombina".